# Rhynchostegium semitortum
Rhynchostegium semitortum là một loài rêu trong họ Brachytheciaceae. Loài này được A. Jaeger mô tả khoa học đầu tiên năm 1878.